# Transamérica Belo Horizonte
Transamérica Belo Horizonte é uma emissora de rádio brasileira sediada em Belo Horizonte, capital do estado de Minas Gerais. Opera no dial FM na frequência 88.7 MHz e é uma filial da Rede Transamérica.

## História
É uma das emissoras próprias da Rede Transamérica. Entrou no ar em 1995, quando substituiu a Scalla FM. Naquele ano, durante a inauguração, foi feito um institucional lido pelo locutor Walker Blaz, chamando todas as emissoras à época, dando boas-vindas a emissora de BH, falando sobre sua estrutura tecnológica, as promoções, os shows exclusivos e sobre as cidades de Belo Horizonte e também das cidades históricas de Sabará e Ouro Preto, ambas na região de cobertura da emissora. Antes, a rede tinha uma afiliada na frequência 106.1 entre 1990 e 1995.
Desde 2000, a emissora vem alternando a sua programação. De 2000 a 2002 transmitiu programação da Transamérica Pop, de 1.º de abril de 2002 a 2006 passou a transmitir a Transamérica Hits. Em 2006 voltou com o segmento pop e em abril de 2009 voltou a operar com o segmento popular da rede Transamérica. Em 2012 a emissora absorveu os locutores da antiga rádio Extra FM, que havia se transformado em afiliada da Nativa FM, aumentando ainda mais a sua programação local visando aumentar os índices de audiência na Região Metropolitana de Belo Horizonte.
Em 28 de abril de 2017, é anunciada a volta da equipe esportiva da Transamérica BH. A equipe estreará no dia 2 de maio, com o Transamérica Esportes.
Em 2019, com a mudança de formato da Rede Transamérica e a unificação de suas portadoras (Pop, Light e Hits) a Transamérica passou a adotar o formato jovem/adulto, com foco no Pop e no Rock nacional e internacional com o objetivo de atrair um público entre 25 e 49 anos. Com isso, a até então Transamérica Hits Belo Horizonte passa a se chamar Transamérica Belo Horizonte.